# 中上林村
中上林村（なかかんばやしむら）は、京都府何鹿郡にあった村。現在の綾部市の東部、上林川の中流域にあたる。

## 地理
- 山岳：古城山、君尾山
- 河川：上林川、畑口川

## 歴史
- 1889年（明治22年）4月1日 - 町村制の施行により、八津合村・五泉村・睦合村・五津合村の区域をもって発足。
- 1955年（昭和30年）4月10日 - 綾部市に編入。同日中上林村廃止。